# Disjointed
Disjointed (englisch für „unzusammenhängend“, aber auch Wortspiel mit Joint) ist eine US-amerikanische Comedyserie von Chuck Lorre und David Javerbaum. Die Hauptrolle spielt Kathy Bates. 20 Folgen wurden von Netflix in Auftrag gegeben, von denen zehn am 25. August 2017 als „Teil 1“ auf Netflix zum Streamen bereitgestellt wurden. Am 12. Januar 2018 wurden die restlichen zehn Folgen als „Teil 2“ veröffentlicht. Die im Stile eines Stoner-Movies gehaltene Serie behandelt den Gebrauch von Cannabis als Arzneimittel und Rauschmittel. Im Februar 2018 stellte Netflix die Serie ein.

## Handlung
Ruth Whitefeather Feldman betreibt in Kalifornien einen Shop für medizinisches Cannabis. Ihr Sohn beginnt nach seinem BWL-Studium bei ihr als Partner und versucht das Geschäft auf die Freigabe von Cannabis als Freizeitdroge im Januar 2018 vorzubereiten.

## Besetzung
Die Synchronisation der Serie wurde bei der SDI Media Germany nach Dialogbüchern und unter der Dialogregie von Michael Wiesner erstellt.
| Rolle                     | Schauspieler       | Hauptrolle (Folgen) | Nebenrolle (Folgen)            | Synchronsprecher  |
| ------------------------- | ------------------ | ------------------- | ------------------------------ | ----------------- |
| Ruth Whitefeather Feldman | Kathy Bates        | 1.01–1.20           |                                | Regina Lemnitz    |
| Travis Feldman            | Aaron Morten       | 1.01–1.20           |                                | Julius Jellinek   |
| Olivia                    | Elizabeth Alderfer | 1.01–1.20           |                                | Sarah Riedel      |
| Carter                    | Tone Bell          | 1.01–1.20           |                                | Peter Lontzek     |
| Jenny                     | Elizabeth Ho       | 1.01–1.20           |                                | Sarah Alles       |
| Pete                      | Dougie Baldwin     | 1.01–1.20           |                                | Julien Haggège    |
| Maria Sherman             | Nicole Sullivan    |                     | 1.01–1.20                      | Marion Elskis     |
| Steve „Dank“ Dankerson    | Chris Redd         |                     | 1.02–1.20                      | Roman Wolko       |
| Deborah „Dabby“ Shapiro   | Betsy Sodaro       |                     | 1.02–1.20                      | Jenny Maria Meyer |
| Tae Kwon Doug             | Michael Trucco     |                     | 1.02–1.20                      | Bernd Egger       |
| Mary Jane                 | Missi Pyle         |                     | 1.09, 1.12, 1.13–1.14 (Stimme) | Laura Preiss      |
| Walter                    | Peter Riegert      |                     | 1.16–1.20                      | Frank-Otto Schenk |

## Episodenliste

### Staffel 1 (2017/2018)
| Nr. | Deutscher Titel                                | Originaler Titel                              | Drehbuch | Regie            | Veröffentlichung          |
| --- | ---------------------------------------------- | --------------------------------------------- | --- | ---------------- | ------------------------- |
| 1   | Omega-Stamm                                    | Omega Strain                                  | Chuck Lorre & David Javerbaum                                                                                  | James Burrows    | 25. August 2017 (NETFLIX) |
| 2   | Eve's Bush                                     | Eve's Bush                                    | Teleplay by: Taii K. Austin, Mike Dieffenbach & Will Hayes Story by: David Javerbaum & Chuck Lorre             | Rob Schiller     | 25. August 2017 (NETFLIX) |
| 3   | Rutherford B. Haze                             | Rutherford B. Haze                            | Teleplay by: Bill Daly, Angeli Millan & Kevin Shinick Story by: David Javerbaum & Chuck Lorre                  | Jon Cryer        | 25. August 2017 (NETFLIX) |
| 4   | Erschreckendglückseligkeit OG                  | Erschreckendglückseligkeit OG                 | Teleplay by: Mike Dieffenbach, Will Hayes, Sam Johnson & Chris Marcil Story by: David Javerbaum                | Richie Keen      | 25. August 2017 (NETFLIX) |
| 5   | Schrödingers Gras                              | Schrödinger’s Pot                             | Teleplay by: Bill Daly, Brenda Hsueh & Matt Kirsch Story by: David Javerbaum                                   | Richie Keen      | 25. August 2017 (NETFLIX) |
| 6   | Donna Weed                                     | Donna Weed                                    | Teleplay by: Bill Daly, Mike Dieffenbach & Angeli Millan Story by: David Javerbaum                             | James Burrows    | 25. August 2017 (NETFLIX) |
| 7   | Prom Night                                     | Prom Night                                    | Teleplay by: Will Hayes, Brenda Hsueh & Matt Kirsch Story by: David Javerbaum                                  | Jon Cryer        | 25. August 2017 (NETFLIX) |
| 8   | Pjöngjang Weed                                 | Pyongyang Green                               | Teleplay by: Taii K. Austin, Sam Johnson, Chris Marcil & Kevin Shinick Story by: David Javerbaum               | Rhiannon O’Harra | 25. August 2017 (NETFLIX) |
| 9   | Olivas Kackhäufchen                            | Olivia's Shitballs                            | Teleplay by: Brenda Hsueh, Matt Kirsch & Angeli Millan Story by: Warren Bell & David Javerbaum                 | Richie Keen      | 25. August 2017 (NETFLIX) |
| 10  | Scheußlich                                     | The Worst                                     | Teleplay by: Taii K. Austin, Sam Johnson, Chris Marcil & Kevin Shinick Story by: Warren Bell & David Javerbaum | Guy Distad       | 25. August 2017 (NETFLIX) |
| 11  | 4/20 Fantasy                                   | 4/20 Fantasy                                  | Teleplay by: Sam Johnson, Chris Marcil, Taii K. Austin & Kevin Shinick Story by: Warren Bell & David Javerbaum | Richie Keen      | 12. Januar 2018 (NETFLIX) |
| 12  | Helium Dream                                   | Helium Dream                                  | Teleplay by: John D. Beck, Ron Hart, Brenda Hsueh and Will Hayes Story by: Warren Bell & David Javerbaum       | Richie Keen      | 12. Januar 2018 (NETFLIX) |
| 13  | Buds Lite                                      | Buds Lite                                     | Teleplay by: Sam Johnson, Chris Marcil, Taii K. Austin & Kevin Shinick Story by: Warren Bell & David Javerbaum | Richie Keen      | 12. Januar 2018 (NETFLIX) |
| 14  | Gras des Schicksals                            | Weed of Fortune                               | Teleplay by: John D. Beck, Ron Hart, Brenda Hsueh and Will Hayes Story by: Warren Bell & David Javerbaum       | Richie Keen      | 12. Januar 2018 (NETFLIX) |
| 15  | Travissimo Private Reserve                     | Travissimo Private Reserve                    | Teleplay by: Sam Johnson, Chris Marcil, Taii K. Austin & Kevin Shinick Story by: Warren Bell & David Javerbaum | James Widdoes    | 12. Januar 2018 (NETFLIX) |
| 16  | B.U.E.G.A.S.                                   | B.Y.O.P.F.U.                                  | Teleplay by: John D. Beck, Ron Hart, Brenda Hsueh and Will Hayes Story by: Warren Bell & David Javerbaum       | James Widdoes    | 12. Januar 2018 (NETFLIX) |
| 17  | König des Bauern                               | Emperor Shennong                              | Teleplay by: Sam Johnson, Chris Marcil & Kevin Shinick Story by: Warren Bell & David Javerbaum                 | James Widdoes    | 12. Januar 2018 (NETFLIX) |
| 18  | Gras für Rent                                  | A-A-R-Pot                                     | Teleplay by: John D. Beck, Ron Hart, Brenda Hsueh and Will Hayes Story by: Warren Bell & David Javerbaum       | John Fortenberry | 12. Januar 2018 (NETFLIX) |
| 19  | Dr. Dankersons wiederbelebende Wohltatstinktur | Dr. Dankerson's Revivifying Wellness Tincture | Teleplay by: Sam Johnson, Chris Marcil & Kevin Shinick Story by: Warren Bell & David Javerbaum                 | Rhiannon O’Harra | 12. Januar 2018 (NETFLIX) |
| 20  | Main Street, USA                               | Main Street, USA                              | Teleplay by: John D. Beck, Ron Hart, Brenda Hsueh and Will Hayes Story by: Warren Bell & David Javerbaum       | Richie Keen      | 12. Januar 2018 (NETFLIX) |

## Sonstiges
- Das Intro besteht aus Ausschnitten des Anti-Cannabis-Films Reefer Madness aus dem Jahr 1936.